# Mohammad Rasoulof
Mohammad Rasoulof (in persiano محمد رسول‌اف‎; Shiraz, 23 ottobre 1972) è un regista, sceneggiatore e produttore cinematografico iraniano.
Dal 2010, Rasoulof è stato condannato più volte dalla corte rivoluzionaria iraniana. Attraverso le loro azioni di censura, le autorità iraniane non limitano solo Rasoulof come individuo, ma anche la sua libertà artistica di espressione. Nessuno dei suoi film è stato mai distribuito in Iran.
Col film Il male non esiste (2020) ha vinto l'Orso d'oro al Festival di Berlino.

## Biografia
Ha studiato sociologia all'università di Shiraz e montaggio cinematografico all'università di Teheran. Per molto tempo ha vissuto dividendosi tra il suo Paese e Amburgo. È sposato con Rozita Hendijanian e ha una figlia di nome Baran. 
Esordisce come regista nel 2002 col film Gāgomān, che ha vinto il premio come miglior opera prima al Fajr International Film Festival. Il suo secondo lungometraggio L'isola di ferro viene presentato in anteprima al Festival di Cannes 2005.
Nel 2010 è stato arrestato assieme al collega Jafar Panahi, con cui stava girando un documentario sulle proteste che avevano seguito la rielezione di Mahmud Ahmadinejad alla presidenza del Paese, con l'accusa di fare propaganda anti-governativa. Rasoulof è stato condannato nel 2011 a sei anni di carcere e a un divieto informale di realizzare film per vent'anni. Mentre era in prigione, il suo film Be omid-e didār, girato clandestinamente prima della condanna per aggirare il divieto, ha vinto il premio per la miglior regia nella sezione Un Certain Regard al Festival di Cannes 2011. La pena è stata poi ridotta in appello a un anno e infine gli è stata concessa la scarcerazione su cauzione.
Due anni più tardi ha concorso nuovamente a Un Certain Regard, dove il suo film Dastneveštehā nemi-sōzand, anch'esso girato clandestinamente, è stato insignito del Premio della critica internazionale. Per impedirgli di partecipare ai vari festival ai quali il film era stato invitato, Rasoulof ha subito una confisca del suo passaporto da parte delle autorità iraniane.
Nel 2017 è riuscito a vincere il premio Un Certain Regard a Cannes col film Lerd, sull'impotenza del singolo contro la corruzione sistemica. Il 15 settembre dello stesso anno, di ritorno dalla proiezione del film al Telluride Film Festival, gli è stato nuovamente confiscato il passaporto dal servizio di intelligence dell'IRGC presso l'aeroporto di Teheran. Interrogato dall'IRGC, il 3 ottobre è stato accusato di propaganda antigovernativa e agitare contro la sicurezza nazionale, anche se per quest'ultimo film si era in realtà accordato con le autorità per la prima volta in sette anni, ricevendo il permesso di girare in Iran a condizione che il film non risultasse «troppo cupo». Il 23 luglio 2019, al termine del processo, è stato condannato a un anno di detenzione, a un divieto di due anni di lasciare il Paese e privato dei diritti politici: nel presentare ricorso, Rasoulof è stato accompagnato in tribunale in segno di solidarietà da decine di registi iraniani di fama anche internazionale, tra cui Panahi e Asghar Farhadi.

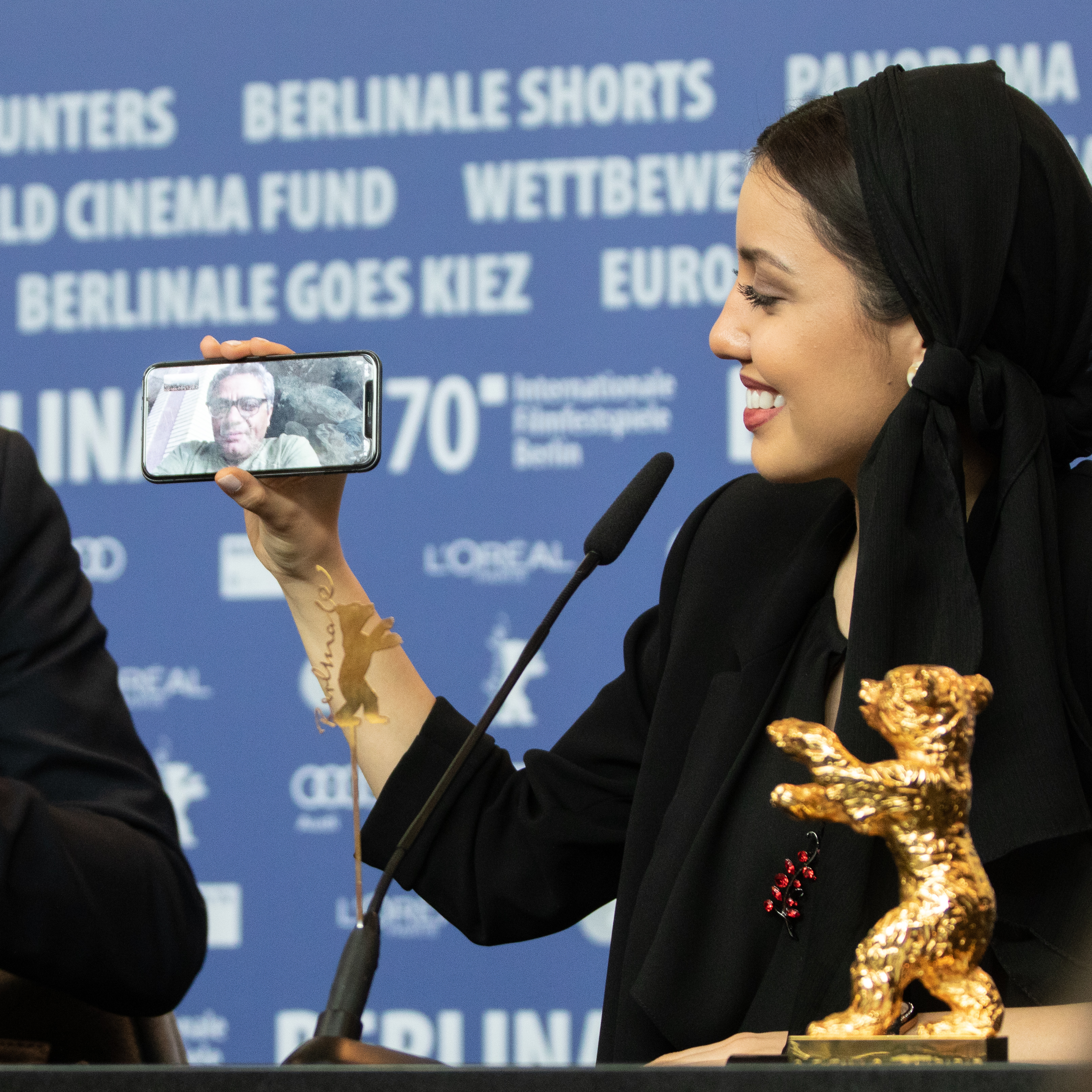
Baran Rasoulof, figlia del regista, ritira l'Orso d'oro per conto del padre, in collegamento video.

Tra il verdetto e il risultato dell'appello, Rasoulof ha girato clandestinamente un altro film, Il male non esiste, con il quale ha vinto l'Orso d'oro al Festival di Berlino 2020. Rasoulof non ha potuto presenziare al festival a causa della sua situazione, facendo sì che la figlia Baran ritirasse il premio in sua vece. Verso la fine delle riprese, il regista ha saputo che l'appello era stato respinto e non restava altro che attendere l'annuncio dell'esecutività della sentenza. Tre giorni dopo la cerimonia di premiazione, il 4 marzo 2020, la sentenza di 12 mesi di reclusione per avere realizzato Lerd è diventata esecutiva, ma non è stata applicata fino al 9 luglio 2022, quando Rasoulof è stato arrestato e posto in isolamento nella prigione di Evin per oppositori politici del regime. La causa scatenante è stata l'apertura di altre due inchieste contro di lui, una per aver realizzato un documentario sulle circostanze sospette della morte del poeta Baktash Abtin e l'altra per sottoscritto un appello che esortava la polizia a non usare la violenza contro i manifestanti che si erano raccolti nella città di Abadan dopo che il crollo di un edificio aveva causato 41 morti. È stato scarcerato sette mesi dopo, nel febbraio 2023, in seguito a un'amnistia.
Il 1º maggio 2024, in seguito all'inclusione del suo nuovo film Il seme del fico sacro, anch'esso girato in clandestinità, principalmente all'interno di un appartamento, nel concorso del Festival di Cannes, Rasoulof è stato interrogato dalle autorità iraniane e gli è stato nuovamente revocato il passaporto. L'8 maggio, è condannato per uno dei due casi del 2022 a otto anni di carcere e a essere sottoposto alla fustigazione, al pagamento di una multa e alla confisca dei suoi beni, con l'accusa di "compromettere la sicurezza del Paese" attraverso le proprie azioni. Pochi giorni dopo, Rasoulof ha deciso, "con la morte nel cuore" di lasciare clandestinamente il Paese attraversando a piedi le montagne per superare il confine e da lì facendosi portare in Germania, dove aveva già vissuto in precedenza, il che ha permesso alle autorità tedesche di identificarlo anche senza documenti grazie alle impronte digitali.

## Filmografia
- Gāgomān – docufiction (2002)
- L'isola di ferro (Jazire-ye āhani) (2005)
- Bād-e dabur – documentario (2008)
- Keštzārhā-ye sefid (2009)
- Be omid-e didār (2011)
- Dastneveštehā nemi-sōzand (2013)
- Lerd (2017)
- Il male non esiste (Sheytān vojud nadārad) (2020)
- Jenāyat-e amdi – documentario (2023)
- Il seme del fico sacro (Dāne-ye anjīr-e ma'ābed) (2024)